# Холлабрунн (округ)
Холлабрунн (нем. Bezirk Hollabrunn) — округ в Австрии. Центр округа — город Холлабрунн. Округ входит в федеральную землю Нижняя Австрия. Занимает площадь 1.010,72 км². Население 50 070 чел. Плотность населения 50 человек/кв.км.
Официальный код округа AT125.

## Достопримечательности
- Замок Кая